# Дмитровское (городской округ Красногорск)
Дмитровское — село в Московской области России. Входит в городской округ Красногорск. Население — 602 чел. (2010).

## География
Село расположено на юго-западе округа, на правом берегу реки Истры, высота центра над уровнем моря 156 м. Ближайшие населённые пункты — в полукилометре на юг — Грибаново и в 1 км севернее Тимошкино.
Село связано автобусным сообщением с городами Красногорском и Одинцовом.
В селе числятся 20 улиц, гск и 3 садовых товарищества.

## История
С 1994 до 2004 года село входило в Петрово-Дальневский сельский округ Красногорского района, а с 2005 до 2017 года включалось в состав Ильинского сельского поселения Красногорского муниципального района.

## Население
| 2002 | 2006 | 2010 |
| ---- | ---- | ---- |
| 569  | →569 | ↗602 |

## Церковь

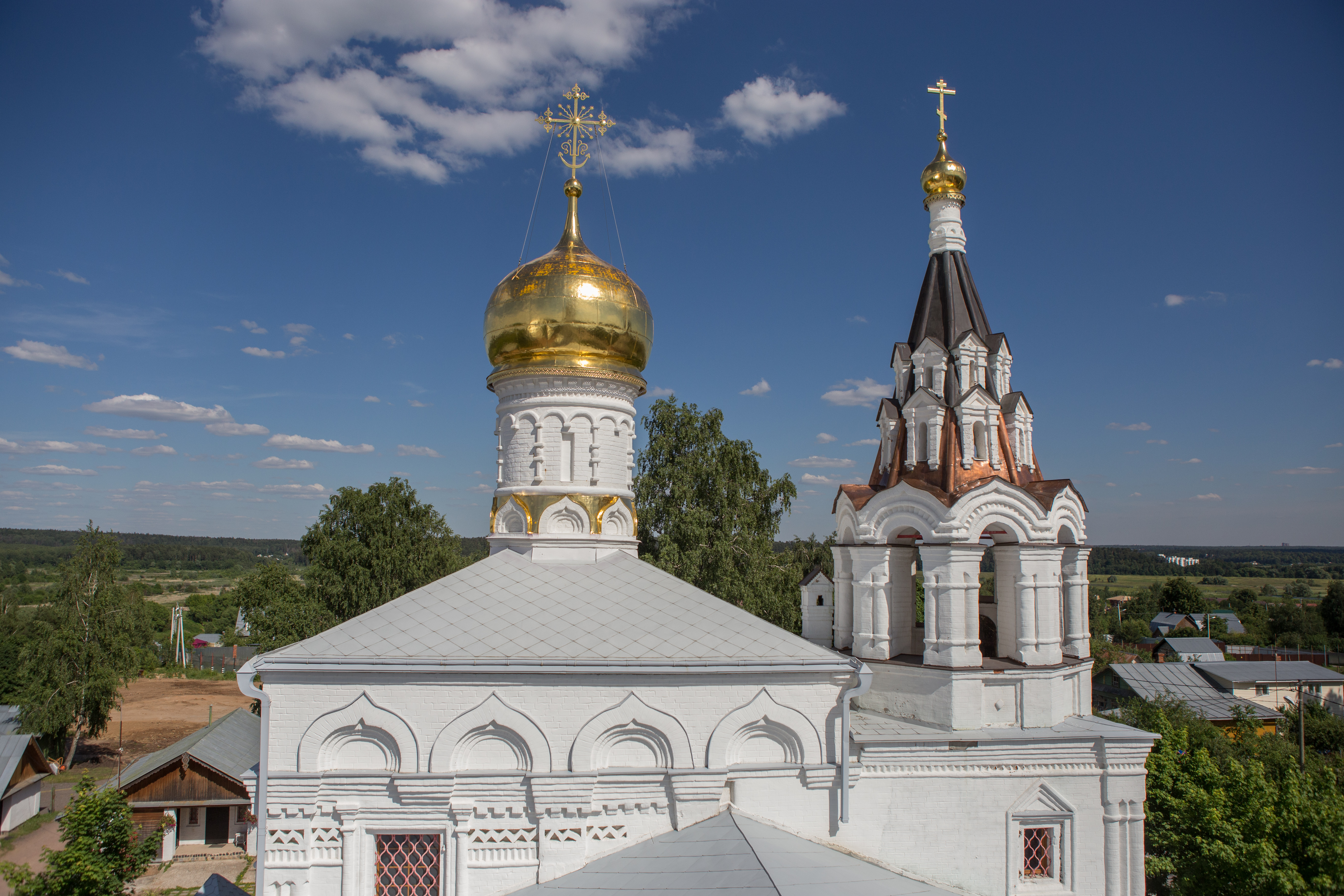

В селе действует церковь Димитрия Солунского. Построена в 1683—1689 годах. Возвращена Русской православной церкви в 2019 году. Является подворьем патриарха Московского и всея Руси.
Церковь — объект культурного наследия федерального значения, выдающийся памятник русской архитектуры XVII века. Представляет собой каменный одноглавый храм с небольшим южным Никольским приделом и с надстроенной шатровой колокольней.